# Elisabetta Manfredini
Elisabetta Manfredini-Guarmani (Bolonya, 2 de juny de 1780 - després de 1824) fou una cantant d'òpera italiana de la tessitura de soprano.
Debutà en el Teatre Municipal de la seva vila nadiua i el 1809 es presentà al públic de l'Òpera de París, sent acollida amb molts aplaudiments.
Rossini va escriure expressament per aquesta artista la part de soprano de les òperes Ciro in Babilonia i Adelaide di Borgogna. La seva veu era bella i emesa amb gust exquisit; només se li reprovava a Elisabetta la manca d'expressió i de vocalització.